# Соль Эшенмозера
Соль Эшенмозера — йодид диметилметилиденаммония, бесцветные гигроскопичные кристаллы, разлагающиеся водой. Введена в синтетическую практику Альбертом Эшенмозером как реактив для диметиламинометилирования C-нуклеофилов по типу реакции Манниха.
Строение диметилметилиденаммоний-катиона соли Эшенмозера можно описать двумя резонансными структурами:
H2C=N+(CH3)2 {\displaystyle \leftrightarrow } H2C+—N(CH3)2
Вследствие высокой π-донорности диметиламиногруппы иминиевая каноническая структура дает максимальный вклад, однако двойная связь сильно поляризована и атом углерода является сильным электрофильным центром - иминиевая группа соли Эшенмозера является гетероаналогом активированной протонированием карбонильной группы альдегидов.
Диметилметилиденаммоний-катион является промежуточным продуктом при аминометилировании по Манниху, в этом случае он образуется в реакционной смеси при взаимодействии формальдегида и диметиламина в кислых условиях:
CH2=O + HN(CH3)2 {\displaystyle \to } HOCH2-N(CH3)2
HOCH2-N(CH3)2 + H+ {\displaystyle \to } H2C=N+(CH3)2 + H2O
Использование соли Эшенмозера снимает эти ограничения классического варианта реакции Манниха и позволяет проведение диаминометилирования в некислотных и безводных условиях, например, при взаимодействии с литийорганическими соединениями:
BuLi + H2C=N+(CH3)2 I- {\displaystyle \to } BuCH2N(CH3)2 + LiI
Наиболее широкое применение соль Эшенмозера получила в синтезе природных соединений как метод аминометилирования енолов, образуемых in situ и силилированных эфиров енолов:
XCOCH2R + В- {\displaystyle \to } O-XC=CHR + BH
O-XC=CHR + H2C=N+(CH3)2 {\displaystyle \to } XCOCHR-CH2N(CH3)2
X = R, H, B = основание
c дальнейшим превращением образовавшихся оснований Манниха в α-метиленкарбонильные соединения метилированием и их расщеплением по Гофману:
XCOCHR-CH2N(CH3)2 + CH3I {\displaystyle \to } XCOCHR-CH2N+(CH3)3 I-
XCOCHR-CH2N+(CH3)3 I- + B- {\displaystyle \to } XCOC(R)=CH2
Эта последовательность реакций использовалась, в частности, для введения в метиленового фрагмента в α-положение по отношению к альдегидной группы при синтезе бреветоксинов A 
и B.
Соль Эшенмозера также может использоваться для аминометилирования енаминов, так, первым синтетическим применением этой соли, описанным Эшенмозером, было именно диметиламинометилирование енаминового фрагмента корринового ядра при синтезе цианокобаламина.